# Tendürek Dağı
Der Tendürek Dağı (kurdisch Çiyayê Tendûrekê, armenisch Թոնդրակ) ist ein ruhender Schildvulkan in der türkischen Provinz Ağrı im Landkreis Diyadin nahe der iranischen Grenze. Eine Namensvariante lautet Tendürük. Er ist mit 3533 m einer der höchsten Berge des Landes. Der Berggrat verläuft in ostwestlicher Richtung. Der Tendürek besitzt zwei Kegel und am Osthang einen Kratersee mit 500 m Durchmesser und ist der aktivste Vulkan der Türkei. Sein letzter Ausbruch von Gas und Asche erfolgte im Jahre 1855. Die Ausbrüche und die Entstehung des Vulkans hinterließen breite Lavaströme, die heute 500 km² bedecken. An der Ostflanke stößt der Berg Wasserdampf und Schwefeldämpfe aus, was die Umgebung des Kraters gelb verfärbt hat. Die Temperatur des Dampfes beträgt 60 °C. Am Fuß des Berges entspringt der Fluss Bendimahi.
Der Berg spielte eine Rolle bei dem Ararat-Aufstand in den 1930er Jahren. Damals fand die sogenannte „Operation Tendürük“ (Tendürük Harekâtı) statt. In der Umgebung des Berges finden nach wie vor Kämpfe zwischen der PKK und den türkischen Sicherheitskräften statt.

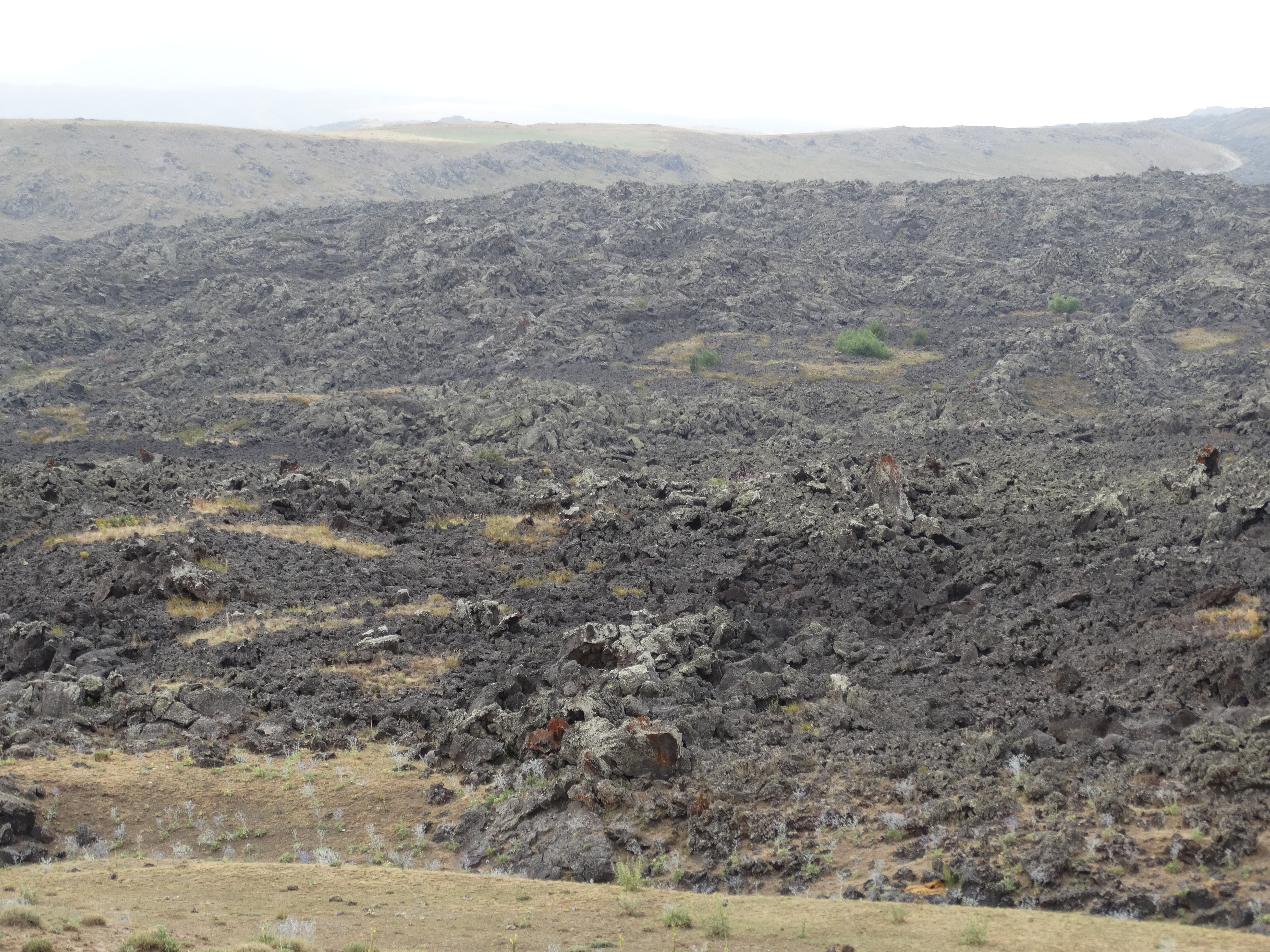
Feste Basaltlava im Vulkangebiet